# Академія російського балету імені А. Я. Ваганової
Академія російського балету імені А. Я. Ваганової — одна з найстаріших у світі балетних шкіл, заснована у Санкт-Петербурзі 1738 року. Розквіт і всесвітнє визнання російської балетної школи тісно пов'язане з історією Ваганівського училища.

## Історія
Танцювальна школа заснована імператрицею Анною Іванівною 4 травня 1738 року, як «Танцовальна Єя Імператорської Величності школа». Ініціатором створення виступив французький танцмейстер Жан Батист Ланде. У спеціально обладнаних кімнатах Зимового палацу він розпочав навчання 12 російських хлопчиків і дівчаток.
1779 року танцювальна школа влилася у Санкт-Петербурзьку театральну школу — пізніше училище.
1928 року стала Ленінградським хореографічним технікумом. У 1937 році училище перетворено на Ленінградське хореографічне училище. 1957 року училищу було присвоєно ім'я Агріппіни Ваганової. 1961 року училище стало академічним.
Сучасну назву носить від 1991 року. З 1995 року академія Ваганової входить до Державного зводу об'єктів особливо цінної культурної спадщини РФ..
1957 року за ініціативи М. Х. Франгопуло створений музей училища, він налічує понад 15 тисяч експонатівв. З 1806 року в будівлі училища діє православна церква в ім'я Святої Трійці.

## Випускники
Серед випускників академії Іван Вальберх, Адам Глушковський, Юрій Громов, Авдотья Істоміна, Лев Іванов, Марфа Муравйова, Павло Гердт, Олександр Горський, Матільда Кшесинська, Агрипина Ваганова, Михайло Фокін, Любов Єгорова, Анна Павлова, Тамара Карсавіна, Федір Лопухов, Вацлав і Броніслава Ніжинські, Єлизавета Гердт, Касьян Голейзовський, Ольга Спесивцева, Олександра Данилова, Джордж Баланчин, Леонід Якобсон, Леонід Лавровський, Марина Семенова, Вахтанг Чабукиані, Тетяна Вечеслова, Галина Уланова, Костянтин Сергєєв, Наталія Дудинська, Віра Красовська, Алла Шелест, Юрій Григорович, Ірина Колпакова, Рудольф Нурієв, Михайло Баришніков, Алтинай Асилмуратова, Уляна Лопаткіна, Діана Вишнева, Світлана Рунцова, Олена Глурджидзе і багато інших артистів балету, хореографів і діячі хореографії.